# Emil Erwin Mahl
Emil Erwin Mahl (ur. 9 listopada 1900, zm. 1 kwietnia 1967 w Heidelbergu) – kapo w obozie koncentracyjnym Dachau i zbrodniarz wojenny.
W 1940 roku został umieszczony w obozie Dachau jako więzień kryminalny. Od 1943 roku pracował w obozowym krematorium, a od lipca 1944 Mahl pełnił funkcję kapo kierującego komandem więźniów w krematorium. Był bezpośrednio odpowiedzialny za przeprowadzanie egzekucji przez powieszenie. Oprócz tego wielokrotnie maltretował więźniów.
Został skazany w procesie załogi Dachau przed amerykańskim Trybunałem Wojskowym na karę śmierci. Wyrok zamieniono jednak w akcie łaski na 15 lat pozbawienia wolności.